# Rutland (Vermont, kisváros)
Rutland kisváros (town) az Amerikai Egyesült Államok Vermont államában, Rutland megyében. Lakosainak száma 3924 fő (2020. április 1.).

## Népesség
A település népességének változása:

| 2010 | 4 054 |
| 2020 | 3 924 |